# Amlan
Amlan è una municipalità di quinta classe delle Filippine, situata nella Provincia di Negros Oriental, nella regione di Visayas Centrale.
Amlan è formata da 8 baranggay:
- Bio-os
- Jantianon
- Jugno
- Mag-abo
- Poblacion
- Silab
- Tambojangin
- Tandayag